# Psychotic Reaction
«Psychotic Reaction» ― песня американской гаражной рок-группы Count Five, выпущенная в 1966 году в качестве сингла с их одноименного дебютного альбома. Сингл достиг пятой позиции в чарте Billboard Hot 100.

## Участники записи
- Джон Бирн — вокал и ритм-гитара
- Джон Михальски — перегруженная гитара
- Крейг Аткинсон — ударные
- Кенн Эллнер — губная гармоника
- Рой Чейни — бас-гитара